# Operacja Ladbroke
Operacja Ladbroke – operacja brytyjskiej piechoty szybowcowej przeprowadzona podczas II wojny światowej w pobliżu Syrakuz na Sycylii, która rozpoczęła się 9 lipca 1943 r. w ramach operacji Husky, alianckiej inwazji na Sycylię. Była to pierwsza aliancka operacja powietrznodesantowa z wykorzystaniem dużej liczby samolotów, powierzona brytyjskiej 1 Brygadzie Powietrznodesantowej, dowodzonej przez bryg. Philipa Hicksa, ze składu 1 Dywizji Powietrznodesantowej, startującej z Tunezji 136 szybowcami Waco CG-4 i ośmioma Airspeed Horsa. Celem było przeniesienie dużej siły inwazyjnej w pobliże Syrakuz, zajęcie mostu Ponte Grande i ostatecznie przejęcie kontroli nad samym miastem, zwłaszcza strategicznie ważnymi dokami, jako wstęp do opanowania Sycylii.
W drodze na Sycylię sześćdziesiąt pięć szybowców zostało wypuszczonych zbyt wcześnie przez amerykańskie i brytyjskie samoloty holownicze, po czym uderzyło w morze, topiąc 252 ludzi. Spośród ocalałych, tylko 87 żołnierzy przybyło na most Pont Grande, chociaż udało im się zdobyć most i utrzymać dłużej niż przez czas, po którym mieli otrzymać posiłki. W końcu, po wyczerpaniu amunicji i przy tylko piętnastu żołnierzach mogących wciąż walczyć, Brytyjczycy poddali się siłom włoskim. Włosi, po przejęciu kontroli nad mostem, starali się zniszczyć konstrukcję, ale nie udało im się to przez działania żołnierzy 1 Brygady Powietrznodesantowej, którzy usunęli wcześniej położone ładunki wybuchowe. Pozostałe oddziały brygady, które wylądowały w innych miejscach na Sycylii, pomogły w operacji, niszcząc łącza komunikacyjne i baterie artyleryjskie.

## Tło sytuacyjne
W grudniu 1942 r., kiedy siły alianckie maszerowały przez Tunezję po wylądowaniu tam miesiąc wcześniej w ramach operacji Torch, kampania afrykańska dobiegała końca; wraz ze zbliżającym się zwycięstwem rozpoczęły się dyskusje pomiędzy aliantami na temat ich następnego celu. Wielu Amerykanów opowiadało się za natychmiastową inwazją na północy Francji, podczas gdy Brytyjczycy, a także gen. Dwight Eisenhower twierdzili, że to Sardynia była najlepszym kolejnym celem sił alianckich. W styczniu 1943 r. premier Wielkiej Brytanii Winston Churchill i prezydent USA Franklin Delano Roosevelt spotkali się na konferencji w Casablance zdecydowali się wylądować na Sycylii, której okupacja mogłaby potencjalnie zapewnić aliantom kontrolę nad śródziemnomorskimi szlakami żeglugowymi i dostęp do lotnisk bliżej Włoch kontynentalnych i terytorium Niemiec. Pod kryptonimem operacja Husky ukryto aliancką inwazję na Sycylię, a jej planowanie rozpoczęło się w lutym. Początkowo brytyjska 8 Armia pod dowództwem gen. Bernarda Montgomery'ego, miała wylądować w południowo-wschodnim rogu wyspy i skierować się na północ do portu w Syrakuzach. Dwa dni później amerykańska 7 Armia, dowodzona przez gen. George'a Pattona, miała wylądować w zachodnim rogu wyspy i ruszyć w kierunku portu w Palermo.
W marcu postanowiono, że amerykańska 82 Dywizja Powietrznodesantowa pod dowództwem gen. Matthew Ridgwaya oraz brytyjska 1 Dywizja Powietrznodesantowa gen. George'a Hopkinsona zostaną zrzucone na spadochron i w szybowcach tuż przed lądowaniem z morza; żołnierze sił powietrznodesantowych wylądowaliby kilka kilometrów za plażami i neutralizowali ich obrońców, pomagając w ten sposób desantowi alianckich sił lądowych. Jednak na początku maja dyrektywy te zostały radykalnie zmienione pod naciskiem dowódcy 8 Armii, gen. Montgomery'ego; argumentował on, że gdy siły alianckie wylądują osobno na każdym krańcu wyspy, broniące się wojska Osi będą miały okazję pokonać kolejno każdą armię aliancką, zanim te będą mogły się zjednoczyć. Plany zostały zmienione w taki sposób, aby desantować 8 i 7 Armię jednocześnie na odcinku linii brzegowej o długości 160 km w południowo-wschodnim rogu Sycylii. W tym samym czasie skorygowano również zadania dwóch dywizji powietrznodesantowych, brytyjskiej 1-ej i amerykańskiej 82-iej; Montgomery uważał, że spadochroniarze i piechota szybowcowa powinny wylądować w pobliżu Syrakuz, aby mogły przejąć cenny port. Dowódca artylerii 82 Dywizji Powietrznodesantowej, gen. Maxwell Taylor stwierdził wówczas, że wylądowanie za plażami i pokonanie jej obrony nie było odpowiednią misją dla żołnierzy sił powietrznodesantowych, ponieważ byli oni lekko uzbrojeni i podatni na bratobójczy ostrzał w wyniku planowanego ostrzału artylerii okrętowej. W zmienionym planie działań dywizji powietrznodesantowych wzmocniona pułkowa grupa bojowa (505 Pułk Piechoty Spadochronowej pod dowództwem płk Jamesa Gavina, z 3. batalionem 504 Pułku Piechoty Spadochronowej i licznymi jednostkami dodatkowymi) wydzielona ze składu 82 Dywizji Powietrznodesantowej miała zostać zrzucona na spadochronach na północny wschód od portu Gela, aby zablokować ruch rezerw sił Osi w kierunku plaż desantowych. Brytyjska 1 Dywizja Powietrznodesantowa miała teraz przeprowadzić trzy operacje siłami wielkości brygady: most drogowy Ponte Grande na południe od Syrakuz miał zostać zajęty przez 1 Brygadę Powietrznodesantową pod dowództwem bryg. Philipa Hicksa, port Augusta miał być przejęty przez 2 Brygadę Spadochronową bryg. Ernesta Downa, a wreszcie most Primasole nad rzeką Simeto miał zostać zdobyty i opanowany przez 1 Brygadę Spadochronową bryg. Geralda Lathbury'ego.

### Planowanie

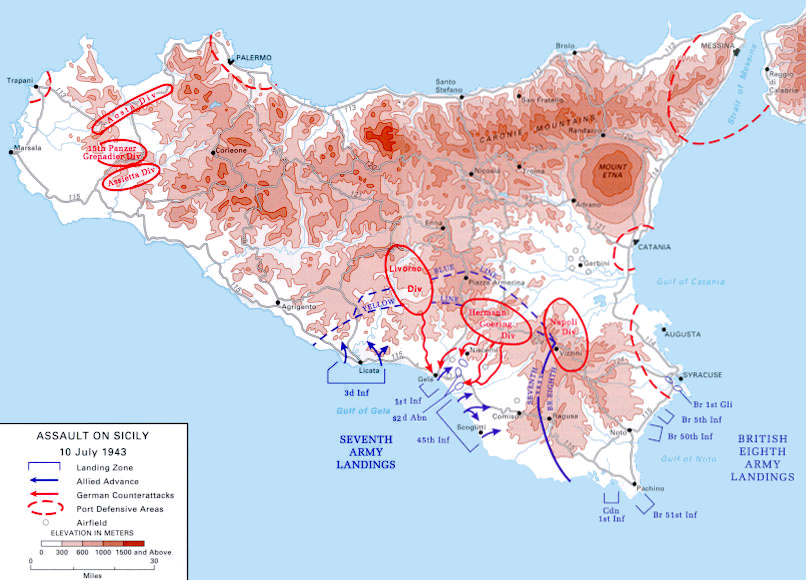
Mapa pokazująca miejsca alianckich desantów podczas inwazji na Sycylię, lipiec 1943 r.

Ponieważ we wszystkich trzech brygadach nie było wystarczającej liczby samolotów transportowych do jednoczesnego poprowadzenia wszystkich zaplanowanych operacji, postanowiono, że pierwszą wykonaną misją będzie Ladbroke, której celem było zdobycie mostu Ponte Grande. Operacja pod dowództwem bryg. Philipa Hicksa została przeprowadzona tuż przed lądowaniem amfibii, w nocy z 9 na 10 lipca, podczas gdy pozostałe dwie operacje odbywały się przez kolejne dwie noce. 1 Brygada Powietrznodesantowa otrzymała także dodatkowe zadania związane z zajęciem portu w Syrakuzach i przyległych do niego obszarów miejskich, a także zniszczeniem lub przejęciem przybrzeżnej baterii artyleryjskiej, która obejmowała swym zasięgiem plaże desantowe. Kiedy rozpoczęły się szkolenia przed akcją, natychmiast uwidoczniły się trudności. Pierwotny plan operacji zakładał zrzucenie wszystkich trzech brygad na spadochronach, ale w maju Montgomery zmienił plan; po ustaleniu, że siły powietrznodesantowe będą w znacznej odległości od alianckich wojsk lądowych, uważał on, że oddziały wysłane do zdobycia Syrakuz mogą zostać przewiezione przez szybowce, aby zapewnić użycie maksymalnej dostępnej siły. Jego doradca lotniczy, kpt. Cooper z RAF-u próbował przekonać go, że lądowanie szybowcowe przeprowadzone w nocy z niedoświadczonymi załogami lotniczymi nie jest dobrym pomysłem, ale decyzja Montgomery'ego pozostała niezmieniona.
Nowe rozkazy Montgomery'ego spowodowały kilka problemów, z których pierwszy polegał na tym, że samoloty transportowe Skrzydeł Transportu Lotniczego przypisano do operacji powietrznodesantowych. Kiedy przybyły one do Afryki Północnej, zdecydowano, że 52 Skrzydło Transportu Lotniczego będzie działać z 1 Dywizją Powietrznodesantową, a 51 Skrzydło z 82 Dywizją Powietrznodesantową. Kilka tygodni później ten układ został zmieniony, 52 Skrzydło działało teraz z 82 Dywizją Powietrznodesantową, a 51-sze z 1 Dywizją Powietrznodesantową; wydawało się to logiczną decyzją, ponieważ każde skrzydło miało doświadczenie operacyjne w dywizji, z którą było połączone. Jednak decyzja o przekształceniu ataku na Syrakuzy w szybowcowy była problematyczna; 51 Skrzydło praktycznie nie miało doświadczenia w szybowaniu, podczas gdy 52-ie miało go znacznie więcej, ale już przygotowywało się do misji ze spadochroniarzami. Zamiana była niepraktyczna i doprowadziła do wielu problemów, które spowodowały, że 1 Dywizja Powietrznodesantowa, a tym samym 1 Brygada Powietrznodesantowa leciały z niedoświadczonym skrzydłem transportowym.

### Problemy z szybowcami

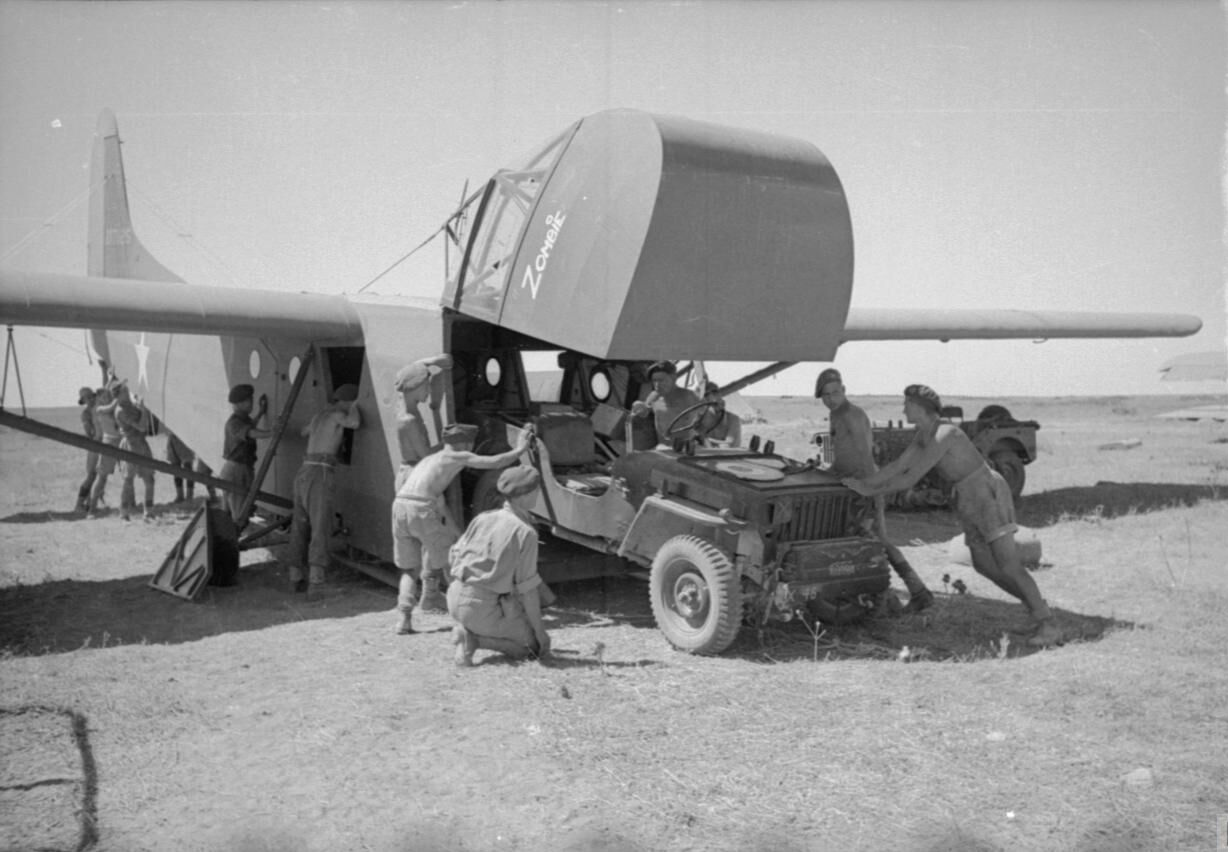
Jeden z jeepów 1 Brygady Powietrznodesantowej w trakcie załadunku na szybowiec Waco CG-4

Napotkano dalsze problemy z szybowcami, które miały być użyte w planowanej operacji oraz z pilotami szybowców. Jeszcze kilka miesięcy przed operacją, w Afryce Północnej zauważalny był kompletny brak szybowców. Pod koniec marca niewielka liczba Waco przybyła do Akry na Złotym Wybrzeżu, ale piloci wysłani po nie stwierdzili, że są one w złym stanie. Z powodu zaniedbań i szkodliwych skutków tropikalnego klimatu mogli zabrać tylko niewielką liczbę sprawnych Waco i finalnie dostarczyć je do Afryki Północnej 22 kwietnia. Od 23 kwietnia większa liczba amerykańskich szybowców zaczęła przybywać do portów w Afryce Północnej, ale nie były one natychmiast dostępne do użytku, ponieważ przewożono je w częściach; skrzynki były rozładowywane przypadkowo, brakowało instrukcji, a ludzie wyznaczeni do montażu szybowców często nie mieli na ten temat żadnej wiedzy. Jednak kiedy podjęto decyzję o przeprowadzeniu ataku szybowcowego z 1 Brygadą Powietrznodesantową, poprawiono jakość montażu, a do 12 czerwca do Skrzydeł Transportu Lotniczego zostało dostarczonych 346 szybowców Waco. Natomiast tylko niewielka liczba Hors została przetransportowana do Afryki Północnej na użytek brygady; trzydzieści maszyn wystartowało z Anglii i odbyło podróż na dystansie około 2400 km w ramach operacji Turkey Buzzard. Po atakach myśliwców Luftwaffe i często burzliwych warunkach pogodowych do Afryki Północnej dostarczono w sumie 27 Hors na potrzeby operacji.
Kiedy jednak w Afryce Północnej znalazł się wystarczająca liczba szybowców, nie wszystkie nadawały się nawet do celów szkoleniowych; 16 czerwca większość maszyn została uziemiona i nadawała się do naprawy, a 30 czerwca u wielu z nich znaleziono usterki w instalacji elektrycznej statecznika, co wymagało uziemienia ich na trzy dni. Biorąc pod uwagę te problemy, 51 Skrzydło Transportu Lotniczego nie było w stanie przeprowadzić ćwiczeń szybowcowych na dużą skalę do połowy czerwca. Dopiero 14 czerwca 54 Waco przeleciały ponad 110 km, a następnie wylądowały na lotnisku. Większe ćwiczenia przeprowadzono 20 czerwca, ale nawet te manewry były nierealistyczne, ponieważ prowadzono je w biały dzień, a desant miał odbyć się w nocy. Sami brytyjscy piloci szybowcowi również sprawiali trudności; chociaż było ich wystarczająco dużo, aby przeprowadzić operację, byli bardzo niedoświadczeni. Oderwani od pułku pilotów szybowcowych na czas operacji, nie mieli doświadczenia z szybowcami Waco i operacjami nocnymi z nimi związanymi, ponieważ brytyjska doktryna wojenna uznała takie operacje za niemożliwe do przeprowadzenia. Średnio piloci wylatali zaledwie osiem godzin w szybowcach. Niewielu było ocenianych jako „gotowych do operacji” i żaden nie miał doświadczenia w walce. Płk George Chatterton, dowódca pułku pilotów szybowcowych, zaprotestował przeciwko uczestnictwu jego ludzi w operacji, ponieważ uważał, że nie nadają się do niej. Gdy okres szkolenia brygady zakończył się łącznie dwoma lotami ćwiczebnymi, piloci szybowcowi mieli średnio 4,5 godziny treningu w lataniu nieznanym im szybowcem Waco, włączając w to średnio 1,2 godziny lotu nocnego.

### 1 Brygada Powietrznodesantowa
Jednostkami wchodzącymi w skład 1 Brygady Powietrznodesantowej były: 1. batalion Pułku Granicznego; 2. batalion Pułku South Staffordshire; 181. spadochronowa kompania sanitarna i 9. kompania polowa Inżynierów Królewskich. Pułk South Staffordshire miał za zadanie zająć most i obszar na południu, podczas gdy Pułk Graniczny miał zdobyć Syrakuzy. Na misję 1 Brygadzie Powietrznodesantowej przydzielono 136 Waco i 8 szybowców Horsa. Zwraca uwagę brak miejsca w szybowcach – Waco mógł pomieścić tylko piętnastu żołnierzy, o połowę mniej niż Horsa, więc nie można było rozmieścić w nich całej brygady. Sześć Hors przenoszących kompanie A i C z Pułku South Staffordshire miały wylądować przy moście o 23:15 9 lipca. Pozostała część brygady powinna przybyć o 1:15 10 lipca przy użyciu szeregu stref lądowania w odległości od 2,4 do 4,8 km od celu, a następnie spotkać się na moście, aby wzmocnić obronę przejętego obiektu.

### Siły włoskie
Most Ponte Grande znajdował się poza obszarem bezpośrednio bronionym przez włoską 206 Dywizję Obrony Wybrzeża, która miała przeciwstawić się brytyjskiemu lądowaniu na morzu. Dowódcą fortecy był kontradm. Priamo Leonardi, a płk Mario Damiani dowodził kontyngentem wojskowym. Obszar twierdzy morskiej Augusta–Syrakuzy, obejmujący dywizję obrony wybrzeża, był chroniony przez sześć średnich i sześć ciężkich baterii artylerii przybrzeżnej, z jedenastoma dodatkowymi połączonymi bateriami artylerii przybrzeżnej i przeciwlotniczej oraz z sześcioma bateriami tylko dział przeciwlotniczych. Wreszcie, twierdza posiadała pociąg pancerny z czterema działami kal. 120 mm. Kontyngentem wojskowym był 121 Pułk Obrony Wybrzeża, który obejmował cztery bataliony. Dostępne były również spieszone bataliony marynarki wojennej i lotnictwa, a 54 Neapolitańska Dywizja Piechoty była w stanie wysyłać w ten rejon posiłki w razie potrzeby.

## Bitwa
9 lipca 1943 r. kontyngent 2075 żołnierzy brytyjskich, wraz z siedmioma jeepami, sześcioma działami przeciwpancernymi i dziesięcioma moździerzami, wsiadł do szybowców w Tunezji i wystartował o 18:00, kierując się na Sycylię. W godzinach bezpośrednio poprzedzających lądowanie, dwanaście Boeingów B-17 i sześć Vickersów Wellingtonów wyposażonych w urządzenia do zakłócania radarów latało tam i z powrotem wzdłuż wybrzeża w sektorze Syrakuzy–Licata; zaś pomiędzy 21:00 a 21:30 55 Wellingtonów z 205 Grupy Bombowej przeprowadziło dywersyjne bombardowanie portu i lotniska w Syrakuzach, powodując szereg ofiar cywilnych i wojskowych, w tym dowódcy włoskiej bazy morskiej, kmdr. Giuseppe Giannottiego. Na północ od lądowiska zrzucono zaś 280 lalek w mundurach brytyjskich spadochroniarzy, aby oszukać włoską obronę. Po drodze szybowce napotkały silny wiatr, słabą widoczność, a niekiedy były narażone na ostrzał przeciwlotniczy. Aby uniknąć pocisków i światła reflektorów, piloci samolotów holujących zwiększyli wysokość lotu lub podjęli ruchy wymijające. W zamieszaniu wokół tych manewrów, niektóre szybowce zostały wypuszczone zbyt wcześnie, a sześćdziesiąt pięć z nich uderzyło w morze, topiąc 252 ludzi na pokładzie. Z pozostałej części tylko dwanaście maszyn wylądowało we właściwym miejscu. Kolejne pięćdziesiąt dziewięć wylądowało w odległości do 40 km od stref lądowania, podczas gdy reszta została zestrzelona lub w ogóle nie została wypuszczona i wróciła do Tunezji. Około 200 amerykańskich spadochroniarzy, którzy zostali omyłkowo zrzuceni na spadochronach w obszarze przydzielonym brytyjskiej 8 Armii, zostało schwytanych przez żołnierzy włoskiego 146 Pułku Obrony Wybrzeża we wczesnych godzinach porannych 10 lipca.
Tylko jedna Horsa z plutonem piechoty z Pułku South Staffordshire wylądowała w bezpośredniej bliskości mostu. Jego dowódca, por. Withers, podzielił swoich ludzi na dwie grupy, z których jedna przepłynęła rzekę wpław i zajęła pozycję na przeciwległym brzegu, a następnie most został zdobyty po jednoczesnym ataku z obu stron. Włoscy obrońcy ze 120 Pułku Obrony Wybrzeża porzucili swoje bunkry na północnym brzegu.
Brytyjski pluton rozbroił następnie niektóre ładunki wybuchowe, które zostały zamontowane na moście i okopał się, aby poczekać na posiłki lub odsiecz. Kolejna Horsa wylądowała ok. 200 metrów od mostu, ale eksplodowała podczas lądowania, zabijając wszystkich na pokładzie. Trzy pozostałe Horsy, przewożące drużynę saperów, wylądowały w odległości 3,2 km od mostu, ale jej załoga w końcu znalazła drogę do celu. Na most zaczęły przybywać posiłki, lecz do godziny 6:30 było tam tylko 87 ludzi.
Gdzie indziej około 150 żołnierzy wylądowało na Przylądku Murro di Porco i zdobyło stację radiową. Na podstawie ostrzeżenia o zbliżających się lądowaniach szybowców, przekazanego wcześniej przez obsługę tej stacji, lokalny włoski dowódca zarządził kontratak, ale jego żołnierze nie otrzymali wiadomości. Rozproszony charakter lądowań działał teraz na korzyść Brytyjczyków, ponieważ byli oni w stanie przeciąć wszystkie przewody telefoniczne w bezpośrednim sąsiedztwie swojej strefy. Szybowiec przenoszący zastępcę dowódcy brygady, płk. O. L. Jonesa, wylądował obok włoskiej baterii artylerii przybrzeżnej; w świetle dnia oficerowie sztabu i operatorzy radiowi zaatakowali i zniszczyli pięć dział tej baterii oraz skład amunicji. Inne odosobnione grupy żołnierzy alianckich próbowały pomóc swoim towarzyszom, atakując włoskie umocnienia i wiążąc walką przybywające posiłki nieprzyjaciela. Kolejny atak grupy spadochroniarzy na trzy włoskie baterie przybrzeżne dział 149/35 mm nie powiódł się, a baterie były w stanie otworzyć ogień do alianckiego okrętu desantowego i żołnierzy na plażach o godz. 6:15 10 lipca. O 9:15 1. batalion włoskiego 75 Pułku Piechoty z Dywizji Neapolitańskiej schwytał kolejnych 160 amerykańskich spadochroniarzy na drodze Palazzolo Acreide–Syrakuzy. Inna grupa spadochroniarzy zaatakowała włoski patrol pod dowództwem mjr. Paoli, dowódcy 126 Grupy Artylerii; Paoli został zabity, po czym jego jednostka popadła w chaos, dlatego nie była w stanie interweniować w późniejszej walce z brytyjskimi czołgami w pobliżu mostu.

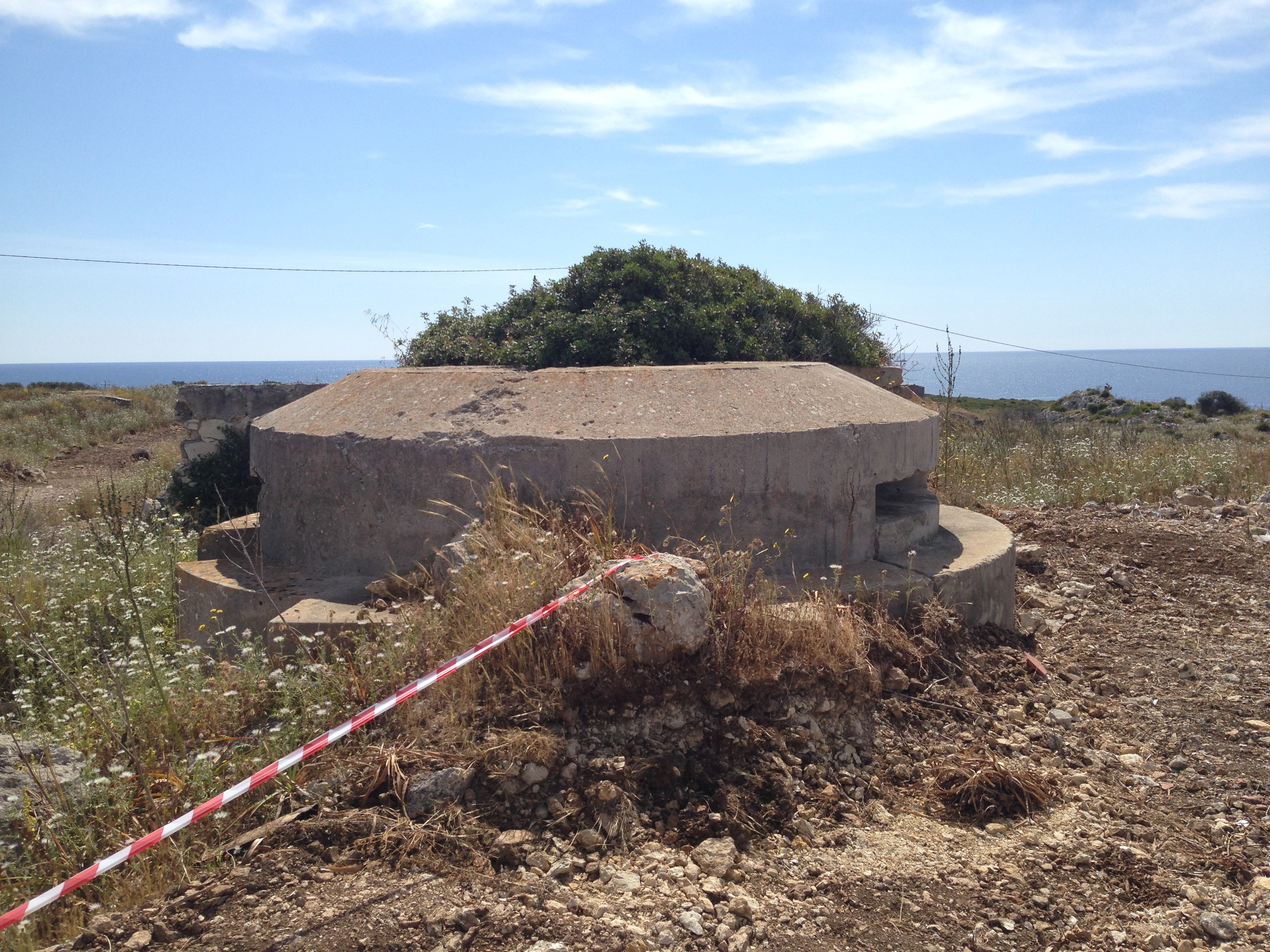
Pozostałości baterii przybrzeżnej Lamba Doria, zdobytej przez 250 brytyjskich komandosów po około dwóch godzinach walki w nocy z 9 na 10 lipca 1943 r.

Pierwszy kontratak na moście został przeprowadzony przez dwie kompanie włoskich marynarzy, którzy zostali odrzuceni przez Brytyjczyków. Gdy Włosi zareagowali na lądowania alianckie, zebrali więcej żołnierzy i przenieśli w rejon walki artylerię oraz moździerze, aby ostrzelać kontrolowany przez Brytyjczyków most Pont Grande. Brytyjscy obrońcy zostali zaatakowani przez Włochów, podczas gdy spodziewana odsiecz ze strony 5 Dywizji Piechoty nie pojawiła się o godzinie 10:00 zgodnie z planem. O 11:30 włoski 385. batalion obrony wybrzeża przybył na most, a wkrótce potem 1. batalion 75 Pułk Piechoty z Dywizji Neapolitańskiej. Włosi byli przygotowani do ataku na most z trzech stron. Do 14:45 mostu broniło tylko piętnastu żołnierzy brytyjskich, który nie zostali do tej pory zabici ani rani (czterech oficerów i jedenastu żołnierzy). O 15:30, po wystrzelaniu całej amunicji, Brytyjczycy przestali walczyć. Niektórzy żołnierze po południowej stronie mostu uciekli do pobliskiej wsi, ale pozostali zostali wzięci do niewoli. Po powrocie mostu w ręce włoskie pierwsza jednostka z 5 Dywizji Piechoty, 2. batalion Pułku Królewskich Szkockich Fizylierów z 17 Brygady Piechoty przybył na most o 16:15 i przeprowadził skuteczny kontratak, który miał szanse powodzenia tylko dzięki wcześniejszemu usunięciu ładunków wybuchowych spod mostu, zapobiegając jego wysadzeniu przez Włochów. 1. batalion 75 Pułku Piechoty, nie posiadając własnej artylerii, nie był w stanie przeciwstawić się brytyjskim czołgom i musiał się wycofać po poniesieniu ciężkich strat. Ci, którzy przeżyli z 1 Brygady Powietrznodesantowej, nie brali dalszego udziału w walkach na Sycylii i 13 lipca zostali wycofani do Afryki Północnej. Podczas operacji straty 1 Brygady były najbardziej dotkliwe ze wszystkich zaangażowanych jednostek brytyjskich. Wyniosły one 313 zabitych i 174 zaginionych lub rannych. 14 pilotów szybowców zginęło, a 87 zaginęło lub zostało rannych.

## Następstwa
Po zbadaniu problemów z misjami powietrznodesantowymi na Sycylii, brytyjska armia i lotnictwo przedstawiły pewne zalecenia. Załogi lotnicze mały być szkolone w operacjach spadochronowych i szybowcowych, a pathfindersi lądujący przed głównymi siłami musieli mieć wystarczająco dużo czasu na rozstawienie swoich radiolatarni. Plan lądowania został uproszczony, z kompletnymi brygadami lądującymi w jednej strefie zrzutu, zamiast mniejszych obszarów lądowania dla sił wielkości batalionu, stosowanych na Sycylii. Szybowce nie były już wypuszczane w nocy, gdy wciąż znajdowały się nad wodą, a ich strefy lądowania stały się wystarczająco duże, aby pomieścić samolot z miejscem do rozładunku. Po incydencie z bratobójczym ostrzałem od konwoju morskiego, załogi statków otrzymały więcej szkoleń w zakresie rozpoznawania samolotów, a maszyny alianckie zostały oznaczone trzema dużymi białymi paskami na skrzydłach (pasy inwazyjne). Zintensyfikowano szkolenie pilotów pułków szybowcowych oraz wprowadzono ulepszenia dla szybowców, w tym lepszą komunikację pomiędzy samolotami.
W celu usprawnienia transportu spadochroniarzy, aby uniknąć polegania wyłącznie na amerykańskich samolotach i pilotach, 38 Skrzydło Royal Air Force zostało rozszerzone, stając się 38 Grupą Transportu Lotniczego ze swoimi eskadrami Halifaxów, obsługiwanymi przez cztery eskadry Albemarle'ów i cztery eskadry Stirlingów. Aby wypracować inną metodę dostarczania jeepów i dział drogą powietrzną, siły powietrznodesantowe rozpoczęły eksperymenty ze zrzucaniem ich w walce, przenosząc jeepy i działa w lukach bombowych samolotu. Utworzono także drugą grupę transportową RAF-u, 46 Grupę Transportu Lotniczego i wyposażono ją wyłącznie w C-47 Dakoty, zamiast mieszanki różnych modeli samolotów jak w 38 Grupie. Po tych zmianach grupy transportowe Royal Air Force dostawały 88 Albemarle'ami, 88 Stirlingami, 36 Halifaxami i 150 Dakotami, łącznie 362 samolotami, oprócz maszyn utrzymywanych jako rezerwowe.